# Oh Se-keun
 (février 2015).
Si vous disposez d'ouvrages ou d'articles de référence ou si vous connaissez des sites web de qualité traitant du thème abordé ici, merci de compléter l'article en donnant les références utiles à sa vérifiabilité et en les liant à la section « Notes et références ».
Dans ce nom coréen, le nom de famille, Oh, précède le nom personnel.
Oh Se-Keun (en coréen 오세근), né le 20 mai 1987, est un joueur sud-coréen de basket-ball. Il évolue au poste de pivot. 

## Palmarès
- 3e du Championnat d'Asie 2011
- Finaliste des Jeux asiatiques de 2010
- Vainqueur des Jeux asiatiques de 2014